# 海因里希·腓特烈 (霍恩洛厄-朗根堡)
海因里希·腓特烈（德語：Heinrich Friedrich，1625年9月7日—1699年6月2日），霍恩洛厄-朗根堡伯爵，菲利普·恩斯特之子，1628年至1699年在位。

## 家庭
1658年，海因里希·腓特烈與朱麗安娜·多蘿西亞（Juliana Dorothea）結婚，兩人共有3子3女：
1. 阿爾布雷希特·沃夫岡（1659年—1715年）
2. 克里斯蒂安·克拉夫特（1668年—1743年）
3. 埃伯哈德·腓特烈（1672年—1737年）
4. 約翰娜·索菲（英语：Countess Johanna Sophia of Hohenlohe-Langenburg）（1673年—1743年），紹姆堡-利珀伯爵夫人
5. 奧古斯塔·多蘿西亞（1678年—1740年），羅伊斯-施萊茨伯爵夫人
6. 菲律賓·亨麗埃特（1679年—1751年），拿騷-薩爾布魯根伯爵夫人